# Лиморенко, Александр Парамонович
Алекса́ндр Парамоно́вич Лиморенко (25 октября 1912, Псебай, Кубанская область, Российская империя — 27 октября 1981, Киев, УССР, СССР) — сержант, участник Великой Отечественной войны, Герой Советского Союза.

## Биография
Родился 25 октября 1912 года в посёлке Псебай (ныне Мостовского района Краснодарского края России) в крестьянской семье. Русский. Работал в лесничестве Лабинского района.
В 1934 году призван в ряды Красной Армии. В 1936 году демобилизовался. Вновь призван в армию в 1941 году. В боях Великой Отечественной войны с августа 1943 года. Был командиром орудия 372-го стрелкового полка 218-й стрелковой дивизии 47-й армии Воронежского фронта.
Летом 1943 года сержант Лиморенко в течение двух месяцев непрерывно действовал со своим расчётом в боевых порядках передовых подразделений пехоты. 29 сентября 1943 года в боях за Днепр на Букринском плацдарме в Киевской области уничтожил три танка противника. Был ранен, но продолжал вести огонь.
Указом Президиума Верховного Совета СССР от 3 июня 1944 года за мужество и героизм, проявленные при форсировании Днепра и удержании плацдарма сержанту Александру Парамоновичу Лиморенко присвоено звание Героя Советского Союза с вручением ордена Ленина и медали «Золотая Звезда» (№ 4474).
Член ВКП(б) с 1945 года. После окончания войны демобилизовался. Жил в Киеве, где умер 27 октября 1981 года. Похоронен в Киеве на Берковецком кладбище (участок № 85).
В родном посёлке в его честь названа школа № 5.

## Награды
- Медаль «Золотая Звезда»;
- орден Ленина.